# نافالمورال دي لا ماتا
بلدية نافالمورال دي لا ماتا (بالإسبانية: Navalmoral de la Mata)‏، هي بلدية تقع في مقاطعة قصرش والتي تقع في منطقة إكستريمادورا، غرب إسبانيا.
يبلغ عدد سكانها 16.931 نسمة وفقاً لإحصائية سنة (2007).، وتبلغ مساحتها 155.96 كم2،و بذلك تكون الكثافة السكانية 108.56 نسمة/كم2. يبلغ ارتفاعها 291 م عن سطح البحر.

## أعلام
- لويس كوينكا
- أوليفر توريس
- أوربانو غونزاليس سيرانو
- كارلوس إسحاق مونيوث

## وصلات خارجية
- موقع رسمي